# Chad Lindberg
Chad Tyler Lindberg (* 1. listopadu 1976, Mount Vernon, Washington) je americký herec, který ztvárnil roli Jesseho v akčním thrilleru Rychle a zběsile.

## Biografie
Narodil se ve washingtonském Mount Vernonu, kde absolvoval střední školu. Hereckou dráhu začal kritiky kladně přijatou postavou Roryho v Black Circle Boys, který měl premiéru v roce 1997 na filmovém festivalu v Sundance. Jako host se objevil v několika televizních seriálech včetně titulů Pohotovost, Buffy, přemožitelka upírů a Akta X. Ve snímku Říjnové nebe si zahrál roli Shermana O'Della a koktajícího automechanika Jesseho pak v akčním snímku Rychle a zběsile.
Vracející se postavu Chada Willinghama ztvárnil v seriálu Kriminálka New York a Ashe si zahrál v Lovcích duchů. V roce 2009 přijal účast na dokumentu Tonyho Zierry My Big Break, v němž je mapována první etapa hereckých kariér Lindberga, Wese Bentleyho, Brada Rowea a Grega Fawcetta. V roce 2010 se objevil jako retardovaný Matthew v thrilleru I Spit on Your Grave.

## Filmografie
| Herecká filmografie | Herecká filmografie                       | Herecká filmografie |
| Rok                 | Název                                     | Role                |
| ------------------- | ----------------------------------------- | ------------------- |
| 2011                | Mstitel Cape                              | Hicks               |
| 2010                | I Spit on Your Grave                      | Matthew             |
| 2009                | My Big Break                              | sám sebe            |
| 2009                | Sons of Anarchy                           | Meth Dealer         |
| 2008                | The Other Side of the Tracks              | Rusty               |
| 2007,2010           | Lovci duchů                               | Ash                 |
| 2006                | Push                                      | Joe                 |
| 2006                | Punk Love                                 | Spike               |
| 2005                | Adam and Eve                              | Freddie             |
| 2005                | Kriminálka New York                       | Chad Willingham     |
| 2005                | The Inside                                | Louis Salt          |
| 2004                | Odložené případy                          | Johnny              |
| 2003                | Poslední samuraj                          | Winchester          |
| 2003                | The Failure                               | William             |
| 2003                | Zákon a pořádek: Útvar pro zvláštní oběti | Eddie Cappilla      |
| 2003                | Kriminálka Las Vegas                      | Brody Jones         |
| 2002                | A Midsummer Night's Rave                  | Nick                |
| 2002                | Hráč                                      | Joe David West      |
| 2002                | The Flats                                 | Harper              |
| 2001                | Rychle a zběsile                          | Jesse               |
| 2001                | Undone                                    | Paul                |
| 2000                | Brightness                                | Nick                |
| 1999                | Malí velcí podvodníci                     | Reggie Weed         |
| 1999                | Říjnové nebe                              | Sherman O'Dell      |
| 1998                | Dva na jednoho                            | Kid Joey            |
| 1998                | Město andělů                              | Balford's Son       |
| 1998                | Mercury                                   | James Halstrom      |
| 1998                | Akta X                                    | Bobby Rich          |
| 1997                | 413 Hope St.                              | Jonas               |
| 1997                | Buffy, přemožitelka upírů                 | Dave                |
| 1997                | Pohotovost                                | Jadd Hueston        |
| 1997                | Black Circle Boys                         | Rory                |
| 1995                | Katie - Dítě divočiny                     | Burger Boss         |